# Winterreitschule

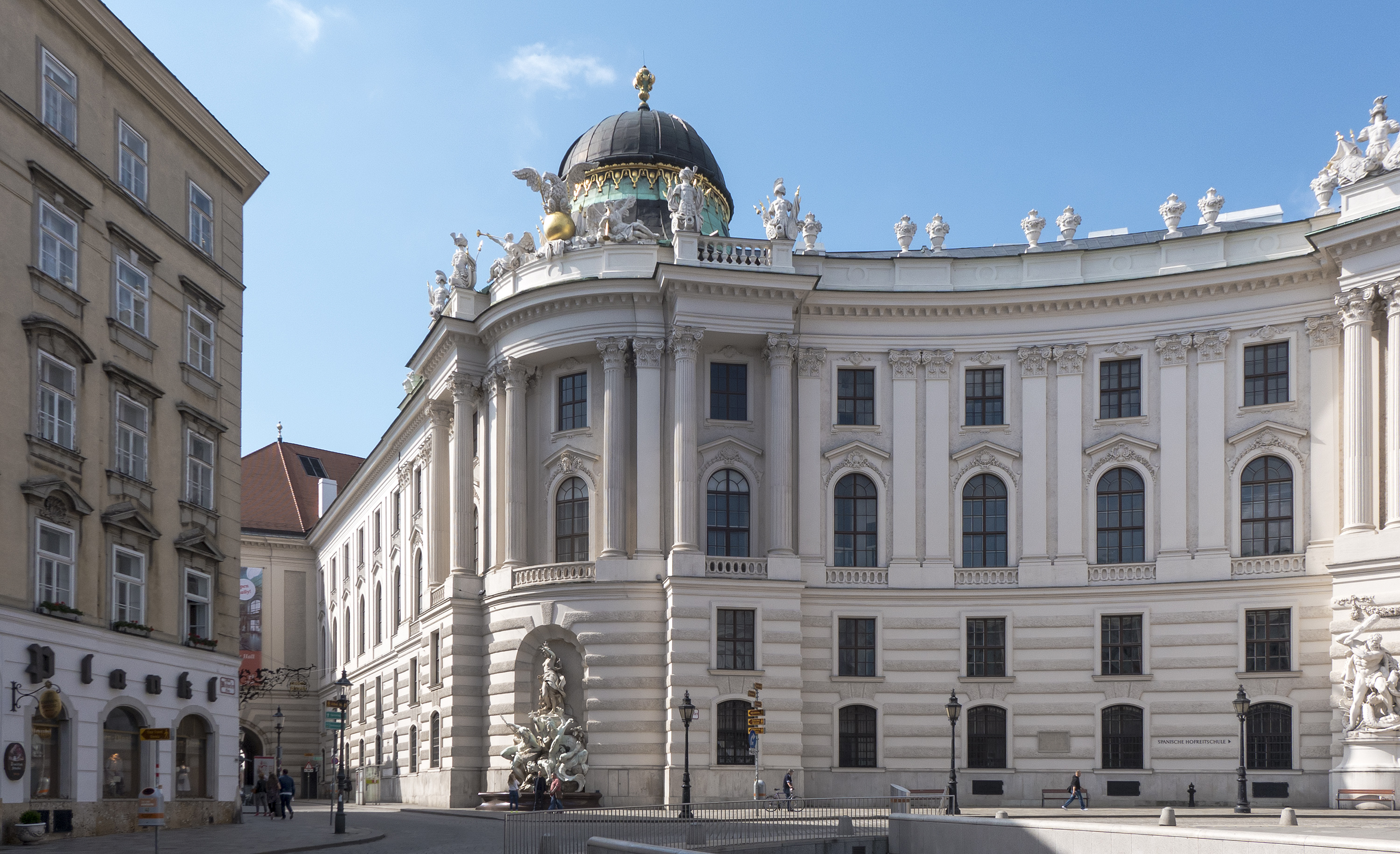
Die Winterreitschule am Michaelerplatz

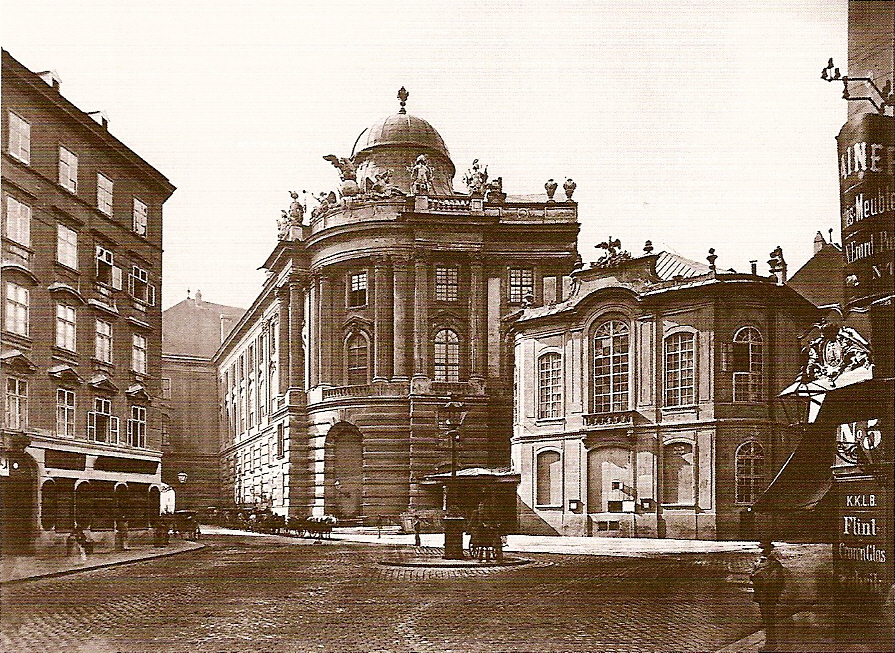
Die Winterreitschule vor 1888, rechts das alte Burgtheater

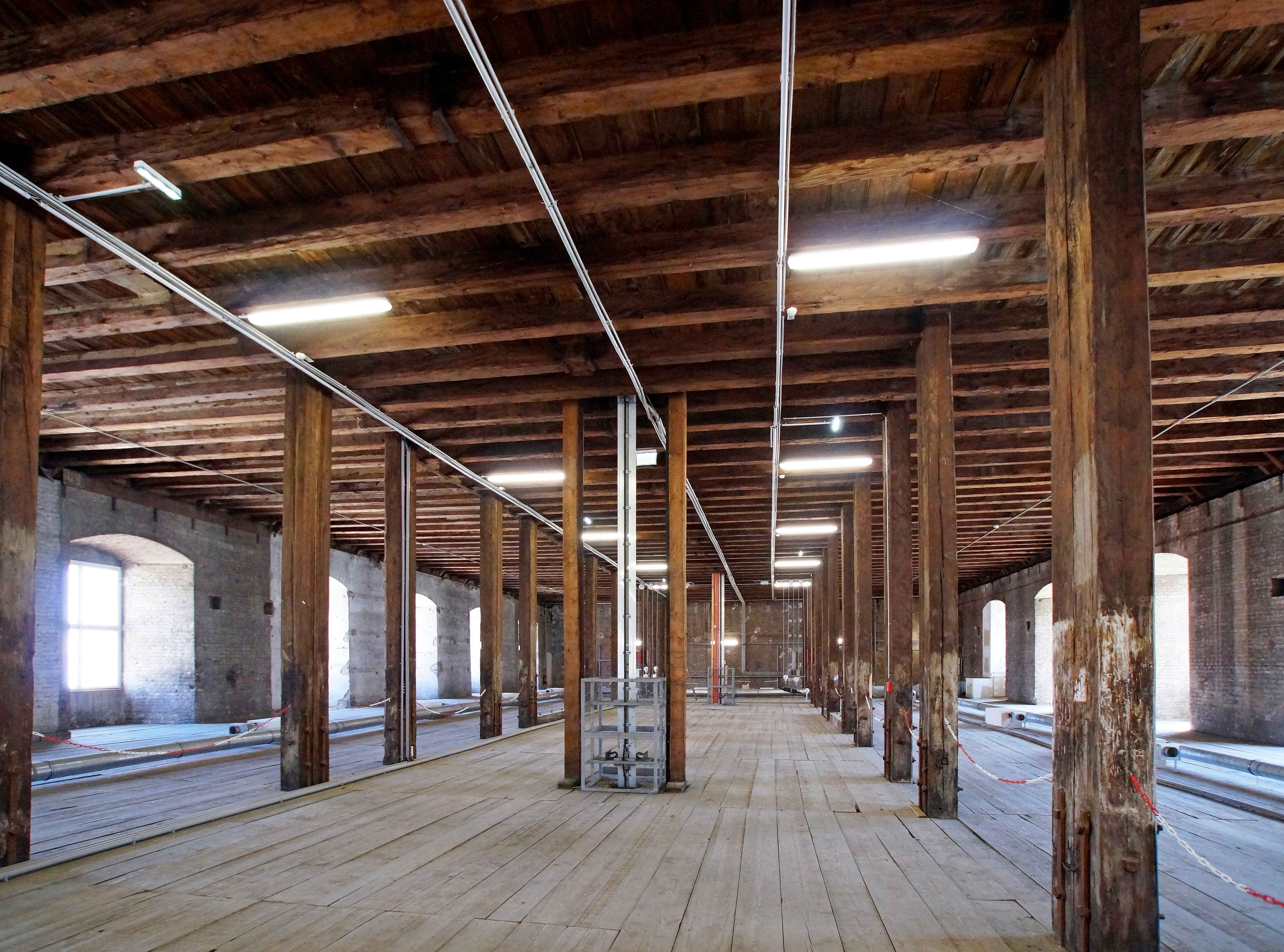
Im ersten Dachgeschoß

Die Winterreitschule ist ein Gebäudetrakt der Wiener Hofburg, der 1729–1735 zwischen dem Josefsplatz (an der Stelle des alten „Paradeisgartls“, unmittelbar rechts und in rechtem Winkel an die Redoutensäle anschließend) und dem Michaelertrakt nach ursprünglichen Ideen des Johann Bernhard Fischer von Erlach von seinem Sohn Joseph Emanuel Fischer von Erlach erbaut wurde.

## Beschreibung und Geschichte
Dem maximilianischen Palast, der Stallburg, wurde ein einstöckiges Gebäude gegenüber gesetzt, dessen Fassade durch Doppelpfeiler gegliedert und von Säulen flankiert ist. Die mächtige Kuppel musste im Jahr der Fertigstellung neu konstruiert werden.
Der eigentliche Reitsaal, in dem noch heute das Training und die Vorführungen der Lipizzanerhengste der Spanischen Hofreitschule stattfinden, ist in gebrochenem Weiß gehalten, 58 m lang, 18 m breit, 17 m hoch und hat eine von 46 korinthischen Säulen getragene Galerie. Diese Säulen bestehen aus dem Eggenburger Stein, die gewunden verlaufenden Stiegen die in den Saal führen, sind allesamt aus dem harten Kaisersteinbrucher Stein. Die an einer komplizierten Konstruktion aufgehängte Kassettendecke gilt als handwerkliche und künstlerische Meisterleistung. Mit der gegenüberliegenden Stallburg ist das Gebäude durch einen Torbogen verbunden. In der Hofloge, die zur Zeit der Habsburgermonarchie nur von Mitgliedern der kaiserlichen Familie und deren persönlichen Gästen benützt werden durfte, befindet sich das Reiterbildnis Kaiser Karls VI., dem Erbauer der Winterreitschule, das auch heute noch beim Betreten der Bahn durch die Reiter, aus immerwährender Dankbarkeit, gegrüßt wird. Durch die Doppeltür gegenüber dem Gemälde betreten Pferd und Reiter die Reitbahn.
Eine lateinische Inschrift über dieser Tür nennt die Aufgaben der Schule:
„Palatinam equestrem palaestram instruendae exercendaeque nobili iuventuti et equis ad cursum bellumque formandis Imperatoris Caesaris Caroli Austrii filii Augusti iussu Gundacarus comes ab Althann supremus aedificiis Caesaris et stabulo praefectus exstrui curavit anno MDCCXXXV.“ (Übersetzung: „Diese kaiserliche Reitschule wurde zum Unterricht und zur Übung der adeligen Jugend sowie zur Ausbildung der Pferde für die Reitkunst und den Krieg auf Befehl Kaiser Karls VI. [aus dem Haus Österreich], des Sohnes des verewigten Kaisers Leopold I. [aus dem Haus Österreich], und unter Aufsicht des obersten Baudirektors und Chef der Hofstallungen Gundaker Graf Althann anno 1735 errichtet“ [eigentlich: ... Althann ließ diese kaiserliche Reitschule ... errichten]).

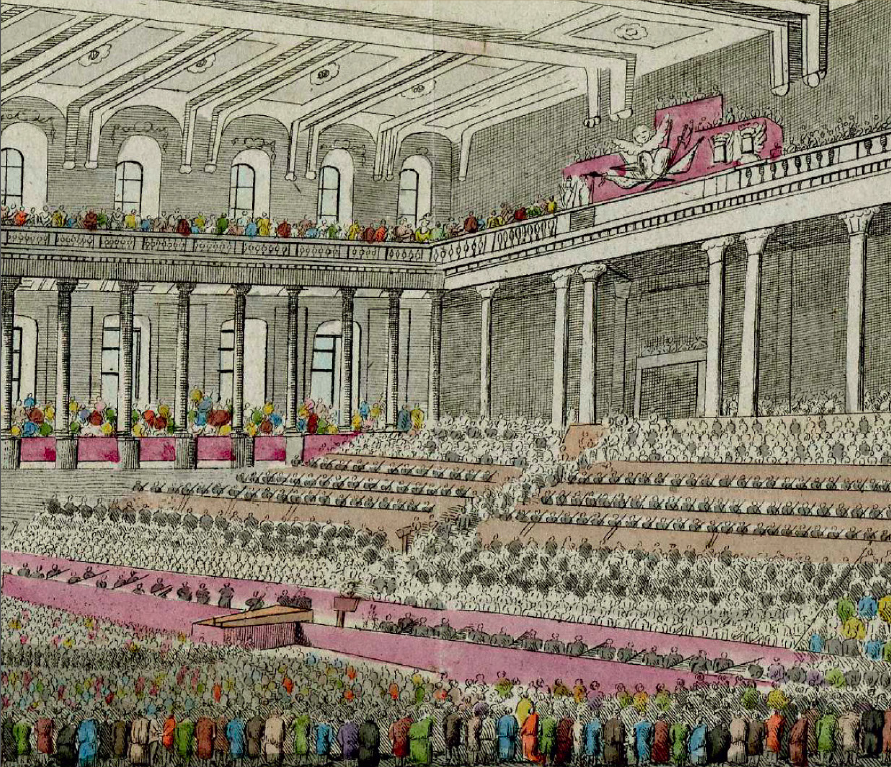
Händels Alexander-Fest (unter dem Titel Timotheus oder die Gewalt der Musik) beim Gründungskonzert der Gesellschaft der Musikfreunde 1812 in der Winterreitschule

Kaiser Karl VI., Kaiserin Elisabeth-Christine, Erzherzogin Maria Theresia und ihr Bräutigam Franz Stephan von Lothringen besuchten am 14. September 1735 das fertiggestellte Bauwerk. Oberbereiter Weyrother und die Bereiter führten dabei die Pferde vor.
In der Winterreitschule fanden die berühmten Karussells statt, z. B. am 2. Jänner 1743 ein Damenkarussell an dem Maria Theresia selbst teilnahm. Anlass dafür war die Rückeroberung von Prag und die Kapitulation des Kurfürsten Karl Albert von Bayern und des französischen Südheeres vor Karl von Lothringen und Fürst Lobkowitz am 26. Dezember 1742.
Von 1812 bis 1847 fanden hier auch die Monumental-Konzerte der Gesellschaft der Musikfreunde in Wien statt. 1848 tagte in der Winterreitschule der Reichstag.
Im August 2010 wurde nach 275 Jahren erstmals das Sand-Sägemehl-Gemisch am Boden der Hofreitschule durch Gummimatten, darüber gewachster Sand, ersetzt.
Die Winterreitschule war bis vor kurzem gemeinsam mit dem Prunksaal der Hofbibliothek einer der ganz wenigen repräsentativen barocken Räume der Hofburg, der mehrheitlich im originalen Zustand erhalten war und stellte aufgrund der seit ihrer Erbauung durchgehenden Verwendung als Reitschule eine der wenigen Möglichkeiten dar, einen – nahezu – authentischen Eindruck der Hofburg im 18. Jahrhundert zu erhalten. Durch die etwas fragwürdige und ästhetisch seltsam begründete („Schublade“) und rein wirtschaftlichen Kriterien geschuldete Erweiterung der Hofloge und der Errichtung eines Balkons, welche vom Architekten Manfred Wehdorn verantwortet wurden, ging 2019 ein weiterer der wenig erhaltenen historischen Zustände verloren.

## Galerie

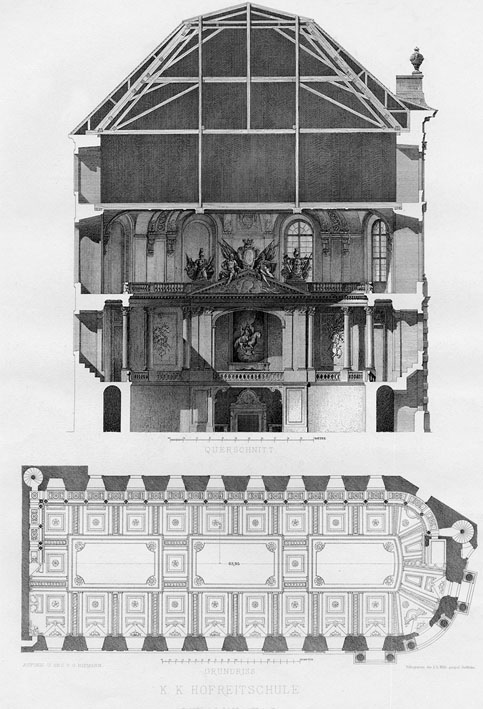
Winterreitschule, Schnitt; Zeichnung von George Niemann
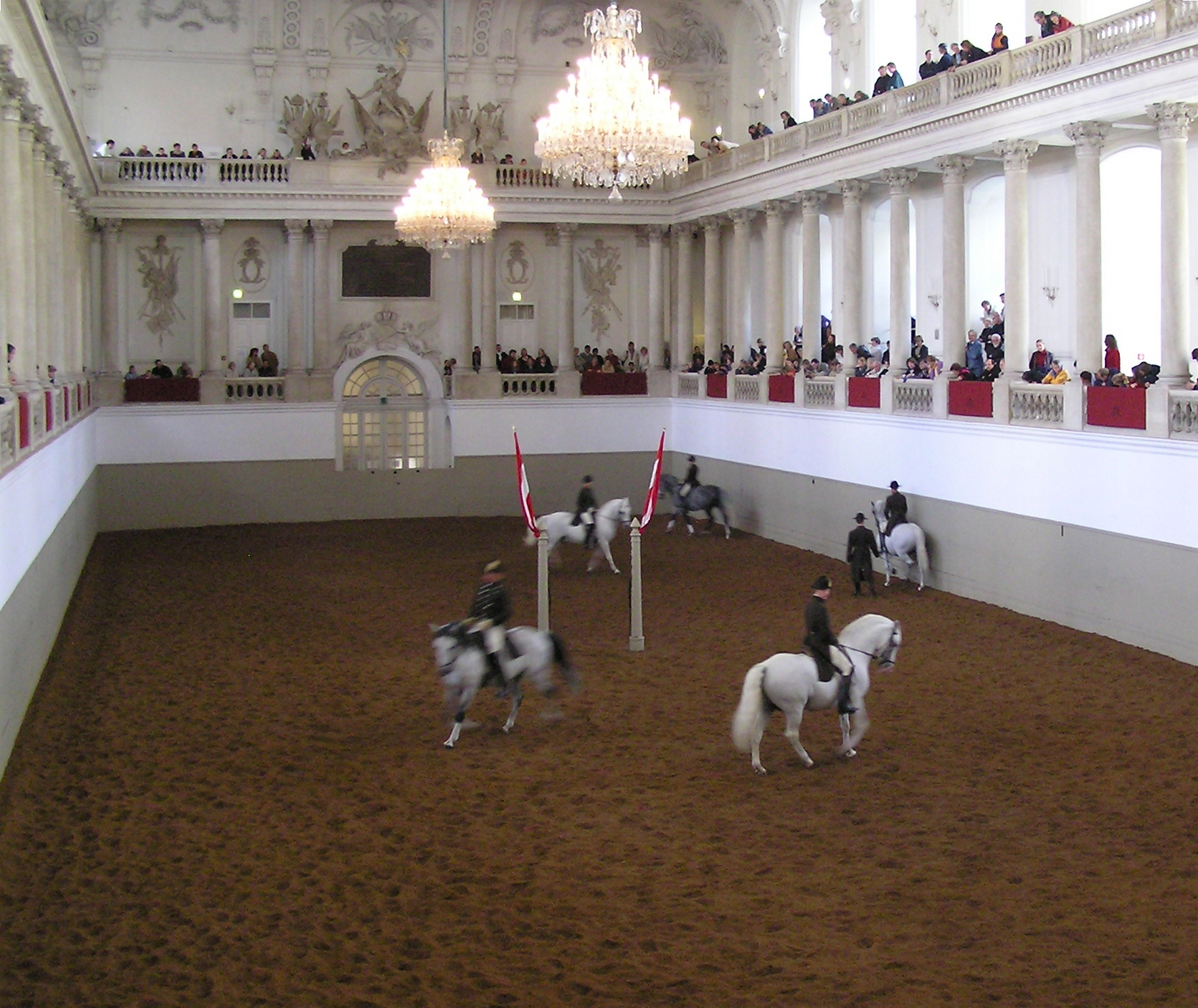
Spanische Hofreitschule
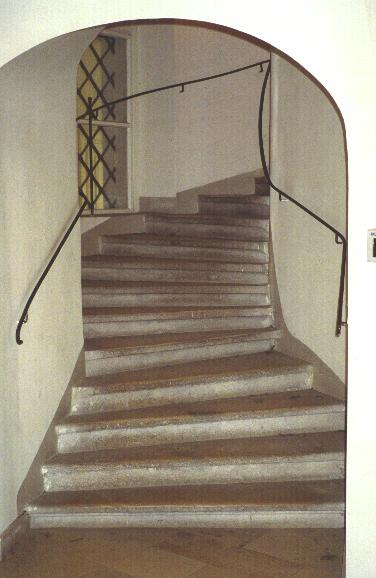
Vom Josefsplatz in die erste Galerie der Winterreitschule
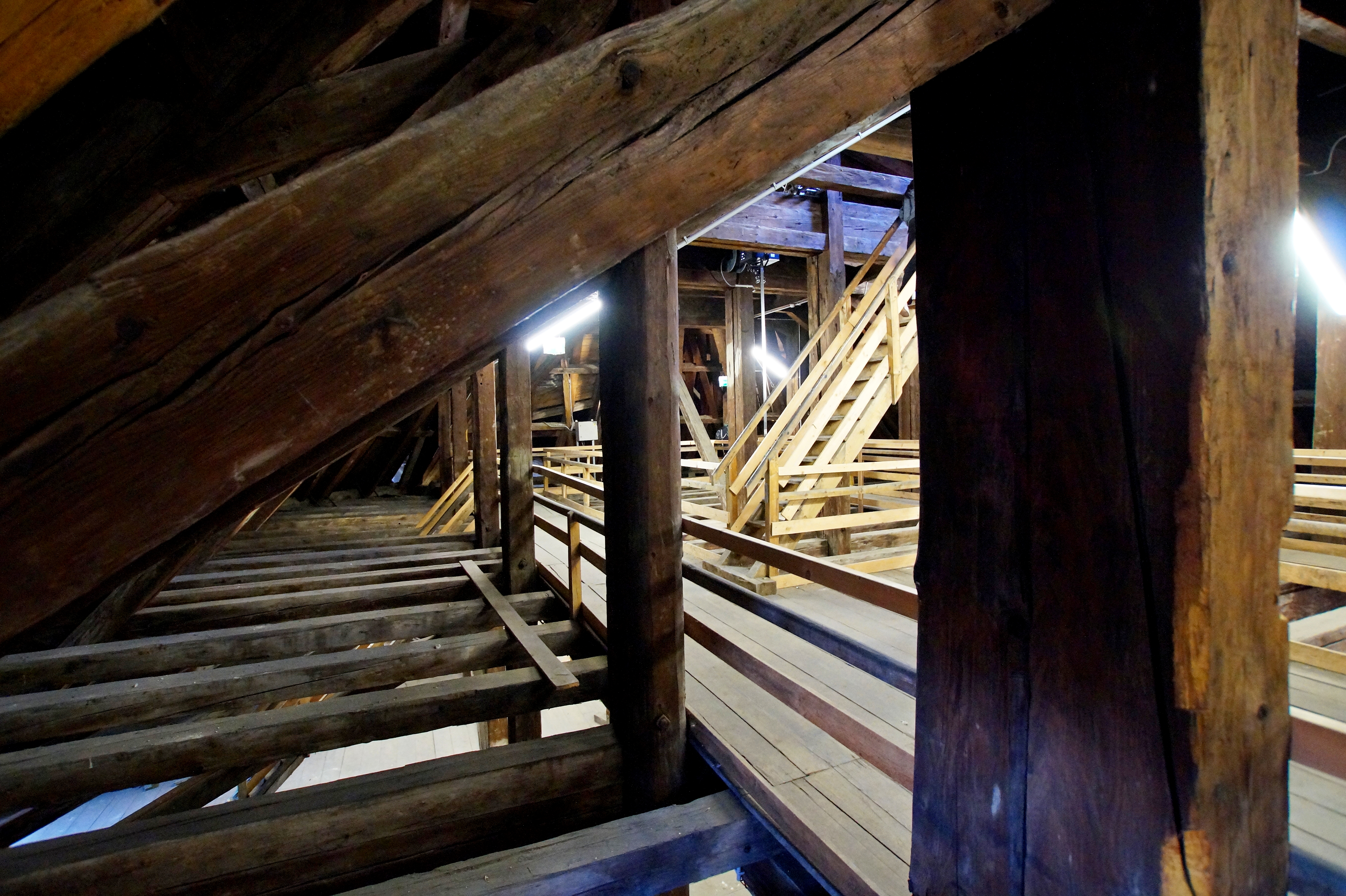
Im dritten Dachgeschoß